# Església de Sant Feliu de la Seu d'Urgell
L'Església de Sant Feliu de la Seu d'Urgell o Església de Sant Feliu de Castellciutat és una obra situada a l'entitat de Castellciutat a la Seu d'Urgell (Alt Urgell) protegida com a Bé Cultural d'Interès Local.

## Descripció
Edifici religiós d'una nau amb capelles laterals. Construcció rústega amb pedres sense fer filades. Campanar forman línia amb el frontis.Es esmentada a l'acta de Consagració de la Seu de l'any 839.